# 量子貨幣
量子貨幣(Quantum Money)是以量子力學為原理設計的貨幣，該原理使貨幣不能被偽造，這概念對量子密鑰分發的發展造成了一定的影響。
這概念是由哥倫比亞大學一位研究生史蒂芬·威斯納在大約1970年提出的，但被多本科學期刊拒絕刊登，直至1983年。

## 原理
雖然量子貨幣名為貨幣，但在使用方式上它更像是一種支票，因為每次交易均需銀行方面核實。每張量子貨幣上除了印上一個獨特的編號外，亦擁有一個孤立的有兩個量子態的量子系統。例如擁有四個偏震面(相對垂軸0°, 45°, 90°, 135°)其中一個的光子。這四種光子都是其中一個量子系統中的其中一個量子態：(0°, 90°)基底或(45°, 135°)基底。
銀行將持有所有偏震面和對應貨幣編號的紀錄，在貨幣上，則只印有編號，偏震面則被隱藏。由於銀行擁有偏震面的紀錄，它能在任何時候在不干涉量子態的情況下測量它量子態，但對不清楚基底的偽幣製造者來說，即使他知道銀行使用哪兩種基底，只要他使用了錯誤的(即另一組)基底來測量光子，便會對光子造成干涉，令造出來的假幣擁有他使用的(但可能錯誤的)基底。
對於每一個光子，偽造者有 {\displaystyle 3/4} 的機會成功複制它。如果貨幣上光子的數量是 {\displaystyle N} ，一張偽幣只有 {\displaystyle (3/4)^{N}} 的機會通過銀行的檢驗。如果 {\displaystyle N} 是很大的，這個機會率將以指數下降。事實上，不可克隆原理證明了一个量子將態不能被複製，亦證明了這個系統的安全性。

## 實際限制
目前，實現量子貨幣所需的技術尚未存在，遑論足以大規模於市面使用，所以其局限性只是理論上的討論。
除了實體貨幣外，數位量子貨幣也是一種可行的方向，但是，與其他普遍的數位貨幣(如比特幣等)不同，根據不可克隆原理，量子貨幣不能被備份。一個折衷辦法是使用quantum error-correcting codes，並將貨幣分成部分儲存在不同的地方，當其中某部分被損壞時，該錯誤能被復原。
即使一張貨幣未能通過銀行的檢驗，亦不代表它一定是偽幣：它可能是真幣，但它的光子偏震面受外界環境影響改變了，或曾被以錯誤的基底測量過(可能是企圖製造偽幣的人，或壞掉的驗鈔機)。